# Десно Требарјево
Десно Требарјево је насељено место у општини Мартинска Вес, у сисачкој горњој Посавини, Хрватска, до нове територијалне организације у саставу бивше велике општине Сисак.

## Историја
Десно Требарјево, које се налази на десној обали реке Саве, је било родно место хрватских политичара и народних посланика, браће Радића; Стјепана и Анте. Стјепан Радић је био политички вођа Хрватске пучке (сељачке) странке. Ту је 1880. године рођен и њихов брат од стрица Павле Радић, министар Аграрне реформе (1925) у влади под председништвом Николе Пашића.
У место је 1930. године било 125 домова. Радићи су живели у 11 домова. Монографију места Требарјева написала је Ката Радић (удата Јањчерова) 1901. године. Крајем јула 1937. године подигнут им је од прилога сељака, споменик у родном месту. Споменик је током велике свечаности 25. јула открио др Влатко Мачек председник ХСС.

## Становништво
На попису становништва 2011. године, Десно Требарјево је имало 334 становника.

## Попис1991.
На попису становништва 1991. године, насељено место Десно Требарјево је имало 435 становника, следећег националног састава:
| Попис 1991.‍  | Попис 1991.‍  | Попис 1991.‍ | Попис 1991.‍ | Попис 1991.‍ |
| ------------ | ------------ | ----------- | ----------- | ----------- |
|              |              |             |             |             |
| Хрвати       | Хрвати       |             | 431         | 99,08%      |
| Срби         | Срби         |             | 2           | 0,45%       |
| неопредељени | неопредељени |             | 1           | 0,22%       |
| непознато    | непознато    |             | 1           | 0,22%       |
| укупно: 435  |              |             |             |             |

## Познате особе
- Антун Радић (1868–1919), аустроугарски политичар и писац хрватског порекла
- Стјепан Радић (1871–1928), југословенски политичар хрватског порекла
- Павао Радић (1880–1928), југословенски политичар хрватског порекла